# الأميرة أورورك (فلم)
الأميرة أورورك (بالإنجليزية: Princess O'Rourke) هو فيلم كوميدي تم إنتاجه في الولايات المتحدة وصدر في سنة 1943.

## ترشيحات وجوائز
| السنة | الحدث  | الفئة             | النتيجة |
| ----- | ------ | ----------------- | ------- |
|       | أوسكار | أفضل سيناريو أصلي | فوز     |

## وصلات خارجية
- مقالات تستعمل روابط فنية بلا صلة مع ويكي بيانات